# Championnat de Roumanie de rugby à XV
Le championnat de Roumanie de rugby à XV (roumain : Liga Națională de Rugby) regroupe les meilleurs clubs roumains de rugby à XV. Il est organisé par la Fédération roumaine de rugby à XV.

## Historique
En 2022, la formule du championnat de Roumanie est remaniée : les équipes de la SuperLiga, ancienne compétition professionnelle, et de la Divizia Națională de Seniori, plus haut niveau non professionnel du pays, sont rassemblées dans une compétition unique, la Liga Națională de Rugby.

## Identité visuelle

Évolution du logo
Logo de la SuperLiga.
Logo de la Liga Națională de Rugby instauré en 2022.

## Equipes engagées en 2024
- CS Dinamo Bucarest
- CSA Steaua Bucarest
- CSM Baia Mare
- RCM Timișoara
- Rapid Bucarest
- CS Universitatea Cluj-Napoca
- CS Politehnica Iași
- CSM Galați
- CS Năvodari
- RC Gura Humorului
- CSM Suceava
- RC Bârlad
- CSM Constanța
- Știința Petroșani

## Palmarès
| - 1914 - TCR Bucarest - 1915 - TCR Bucarest - 1916 - TCR Bucarest - 1917 - Non attribué - 1918 - Non attribué - 1919 - Stadiul Român Bucarest (pl) - 1920 - SSEF Bucarest - 1921 - TCR Bucarest - 1922 - TCR Bucarest - 1923 - TCR Bucarest - 1924 - Stadiul Român Bucarest - 1925 - CS Sportul Studențesc Bucarest - 1926 - Stadiul Român Bucarest - 1927 - TCR Bucarest - 1928 - Stadiul Român Bucarest - 1929 - CS Sportul Studențesc Bucarest - 1930 - Stadiul Român Bucarest - 1931 - Stadiul Român Bucarest - 1932 - CS Sportul Studențesc Bucarest - 1933 - PTT Bucarest - 1934 - PTT Bucarest - 1935 - CS Sportul Studențesc Bucarest - 1936 - TCR Bucarest - 1937 - Non attribué - 1938 - TCR Bucarest - 1939 - CS Sportul Studențesc Bucarest - 1940 - TCR Bucarest - 1941 - CS Viforul Dacia Bucarest - 1942 - TCR Bucarest - 1943 - CS Viforul Dacia Bucarest - 1944 - CS Viforul Dacia Bucarest - 1945 - CS Viforul Dacia Bucarest - 1946 - CS Sportul Studențesc Bucarest - 1947 - Stadiul Român Bucarest - 1947-1948 - CS Universitatea Bucarest - 1948 - CFR Bucarest - 1949 - CSCA Bucarest - 1950 - Locomotiva CFR Bucarest | - 1951 - CS Dinamo Bucarest - 1952 - CS Dinamo Bucarest - 1953 - CCA Bucarest - 1954 - CCA Bucarest - 1955 - CFR Grivița Roșie Bucarest - 1956 - CS Dinamo Bucarest - 1957 - CFR Grivița Roșie Bucarest - 1958 - CFR Grivița Roșie Bucarest - 1959 - CFR Grivița Roșie Bucarest - 1960 - CFR Grivița Roșie Bucarest - 1961 - CCA Bucarest - 1962 - CFR Grivița Roșie Bucarest - 1963 - CSA Steaua Bucarest - 1964 - CSA Steaua Bucarest - 1965 - CS Dinamo Bucarest - 1966 - CFR Grivița Roșie Bucarest - 1967 - CFR Grivița Roșie Bucarest - 1968 - Non attribué - 1969 - CS Dinamo Bucarest - 1970 - CFR Grivița Roșie Bucarest - 1971 - CSA Steaua Bucarest - 1972 - CS Universitatea Timișoara - 1973 - CSA Steaua Bucarest - 1974 - CSA Steaua Bucarest - 1975 - CS Farul Constanța - 1976 - CS Farul Constanța - 1977 - CSA Steaua Bucarest - 1978 - CS Farul Constanța - 1979 - CSA Steaua Bucarest - 1980 - CSA Steaua Bucarest - 1981 - CSA Steaua Bucarest - 1982 - CS Dinamo Bucarest - 1983 - CSA Steaua Bucarest - 1984 - CSA Steaua Bucarest - 1985 - CSA Steaua Bucarest - 1986 - CS Farul Constanța - 1987 - CSA Steaua Bucarest - 1988 - CSA Steaua Bucarest | - 1989 - CSA Steaua Bucarest - 1990 - CSM Știința Remin Baia Mare - 1991 - CS Dinamo Bucarest - 1992 - CSA Steaua București - 1993 - RC Grivița Roșie Bucarest - 1994 - CS Dinamo Bucarest - 1995 - CS RC Farul Constanța - 1996 - CS Dinamo Bucarest - 1997 - CS RC Farul Constanța - 1998 - CS Dinamo Bucarest - 1999 - CSA Steaua Bucarest - 2000 - CS Dinamo Bucarest - 2001 - CS Dinamo Bucarest - 2002 - CS Dinamo Bucarest - 2003 - CSA Steaua Bucarest - 2004 - CS Dinamo Bucarest - 2005 - CSA Steaua Bucarest - 2006 - CSA Steaua Bucarest - 2007 - CS Dinamo Bucarest - 2008 - CS Dinamo Bucarest - 2009 - CSM Știința Baia Mare - 2010 - CSM Știința Baia Mare - 2011 - CSM Știința Baia Mare - 2012 - Timișoara Saracens - 2013 - Timișoara Saracens - 2014 - CSM Știința Baia Mare - 2015 - Timișoara Saracens - 2016-2017 - Timișoara Saracens - 2017-2018 - Timișoara Saracens - 2018-2019 - CSM Știința Baia Mare - 2019-2020 - CSM Știința Baia Mare - 2021 - CSM Știința Baia Mare - 2022 - CSM Știința Baia Mare - 2023 - CS Dinamo Bucarest - 2024 - Timișoara Saracens |

## Bilan par clubs
| Club                                                   | Titre(s) | Premier(s) - Dernier(s) |
| ------------------------------------------------------ | -------- | ----------------------- |
| CSA Steaua Bucarest (CCA, CSCA)                        | 24       | 1949-2006               |
| CS Dinamo Bucarest                                     | 17       | 1951-2023               |
| RC Grivița Roșie Bucarest                              | 12       | 1948-1993               |
| Tenis Club Român Bucarest (TCR)                        | 11       | 1914-1942               |
| CSM Știința Baia Mare                                  | 9        | 1990-2022               |
| RCM Timișoara (Universitatea)                          | 7        | 1972-2024               |
| CS Sportul Studențesc Bucarest (Universitatea)         | 7        | 1925-1948               |
| Stadiul Român Bucarest (pl)                            | 7        | 1919-1947               |
| CS RC Farul Constanța                                  | 6        | 1975-1997               |
| CS Viforul Dacia Bucarest                              | 4        | 1941-1945               |
| Poșta Telegraf Telefon Bucarest (PTT)                  | 2        | 1933-1934               |
| Societatea Sportivă de Educație Fizică Bucarest (SSEF) | 1        | 1920                    |